# 사진 51

사진 51

사진 51은 1952년 로절린드 프랭클린이 킹스 칼리지 런던에 있는 존 랜달(John Randall)의 연구소에서 근무할 무렵 촬영한 X선 회절 이미지이다. 이 사진을 이용하여 프랜시스 크릭과 제임스 왓슨은 DNA의 구조를 입증하였다.
크릭은 X선 회절을 이용하여 DNA 의 화학 모형을 구축하는 연구를 하고 있었다. 크릭과 함께 연구하던 레이먼드 고슬링은 이 사진을 모리스 윌킨스에게 건내주었고, 윌킨스는 이것을 다시 제임스 왓슨에게 보여 주었다. 크릭, 왓슨, 윌킨스 3인은 이 사진을 바탕으로 DNA 분자 구조가 이중 나선의 구조로 되어 있다는 것을 밝혔고, 그 공로로 1962년 노벨 생리학·의학상을 수상하였다. 사진을 촬영한 프랭클린은 1958년 사망하여 노벨상을 수상할 수 없었다.
사진 51은 수산화된 B 형 DNA의 분자 모형을 수립하는데 결정적인 정보를 제공하였다.. 특히, 왓슨과 크릭은 사진 51이 보여주는 X선 회절의 모습을 보고 DNA의 구조가 (1) 나선 모양으로 되어 있고, (2) 두 가닥이 서로를 감싸는 이중 나선 구조를 보이며, (3) 바깥에 인산염이 달린 척추 모양이라는 것을 확신하였다. 훗날 DNA 나선에 달린 인산염은 유전정보를 전달하는 코돈을 형성하는데 관여한다는 것이 밝혀졌다. 또한, 사진 51을 통해 분자 사이의 거리를 계산하였는데 이는 DNA 모형의 제작을 위한 중요한 정보가 되었다..
사진 51은 DNA의 구조가 이중 나선으로 되어있다는 것을 보여주는 결정적인 데이터로서 1953년 《네이처》에 등재된 5개 논문에 사용되었다. 사진 51이《네이처》에 최초로 실린 것은 플랭클린과 R.고슬링이 발표한 DNA의 X선 회절을 다룬 논문이었다.
브렌다 매독스와 같은 과학사 연구자들은 프랭클린이 사진 51을 이용하여 DNA의 분자 모형을 연구한 최초의 과학자라고 여긴다. 당시 프랭클린은 모리스 윌킨스가 별도로 고용한 연구원이었다. 크릭과 왓슨이 윌킨스로부터 사진 51을 건네 받으면서 프랭클린의 연구에 관한 언급을 듣지는 못했지만, 분자 모형의 수립에 프랭클린의 지식이 어디까지 이용되었는 지는 뜨거운 논쟁거리 가운데 하나이다. 왓슨은 후일 《이중 나선》의 증보판을 출간하면서 프랭크린의 공로를 다음과 같이 언급하였다. "내가 프랭클린에 대해 과학자로서 (또한 이 책의 초판에 쓴 바와 같이) 개인적으로 강렬한 인상을 받은 이후, 나는 그녀의 업적을 여기에서 밝히기를 희망해왔다."

## 문화
- 로절린드 프랭클린이 X선 회절을 이용하여 DNA 구조를 밝히는 내용으로 된 연극 《Photograph 51》이 공연된 바 있다.[19]

## 같이 보기
- 담배 모자이크 바이러스